# 名古屋市立橘小学校
名古屋市立橘小学校（なごやしりつ たちばなしょうがっこう）は、名古屋市中区橘一丁目の公立小学校。

## 歴史

### 沿革
- 1872年（明治5年）11月23日 - 東橘町国寺境内に十七番義校を設置[WEB 1]。
- 1874年（明治7年） - 第一番中学校区内四十番進修学校と改称する[WEB 1]。
- 1875年（明治8年） - 梅川町長栄寺境内に移転する[WEB 1]。
- 1876年（明治9年） - 第四十番小学校梅川学校と改称する[WEB 1]。
- 1880年（明治13年） - 東橘町に第一番中学区第二十九番小学橘学校として移転[WEB 1]。
- 1887年（明治20年） - 尋常小学校橘学校と改称する[WEB 1]。
- 1893年（明治26年） - 橘尋常小学校と改称する[WEB 1]。
- 1901年（明治34年） - 現在地に移転[WEB 1]。
- 1922年（大正11年） - 個別学級（特殊学級）を開設する[WEB 1]。
- 1923年（大正12年） - 高等科併設により、橘尋常高等小学校と改称する[WEB 1]。
- 1926年（大正15年） - 兵庫県宝塚球場において行われた全国大会において、高等科野球部が優勝する[WEB 1]1-0 明石高等。
- 1929年（昭和4年） - 学習院において行われた澄宮殿下御台覧試合に高等科野球部が出場する[WEB 1]。
- 1936年（昭和11年） - 高等科廃止により、橘尋常小学校と改称する[WEB 1]。
- 1937年（昭和12年） - 養護学校が併置される[WEB 1]。
- 1941年（昭和16年） - 橘国民学校と改称される[WEB 1]。
- 1944年（昭和19年） - 岐阜県安八郡神戸町に集団疎開[WEB 1]。また、知多郡武豊町に分校として名古屋市学童保養園を開設する[WEB 1]。
- 1945年（昭和20年） - 集団疎開より引き揚げ[WEB 1]。
- 1947年（昭和22年） - 名古屋市立橘小学校と改称する[WEB 1]。
- 1962年（昭和37年） - 「たちばな90年史」を発行する[WEB 1]。
- 1966年（昭和41年） - 校歌として「わかい芽」を制定する[WEB 1]。
- 1971年（昭和46年） - 知多郡武豊町の名古屋市学童保養園を休園（翌年廃止）[WEB 1]。
- 1972年（昭和47年） - 開校100周年記念式を挙行し、三笠宮崇仁親王・同妃が臨席[WEB 1]。開校100周年記念誌を発行する[WEB 1]。

## 通学区域
所管する名古屋市教育委員会は、2019年（令和元年）9月1日現在、中区のうち、大井町・上前津二丁目・富士見町の全域および上前津一丁目・橘一丁目・橘二丁目・千代田三丁目・千代田四丁目・門前町の各一部を通学区域として指定している。
また、卒業後の進学先は名古屋市立伊勢山中学校となっている。

### WEB
1. 1 2 3 4 5 6 7 8 9 10 11 12 13 14 15 16 17 18 19 20 21 22 23 24  “沿革”.   名古屋市立橘小学校. 2020年8月9日閲覧。
2. ↑  名古屋市教育委員会事務局総務部教育環境計画室計画係 (2019年9月1日). “名古屋市立小・中学校の通学区域一覧（中区）” (PDF).   名古屋市. 2020年8月9日閲覧。
3. ↑  名古屋市教育委員会事務局総務部教育環境計画室計画係 (2018年4月1日). “名古屋市立中学校区一覧（小→中）” (PDF).   名古屋市. 2020年8月9日閲覧。